# Rašín
Rašín (deutsch Raschin) ist eine Gemeinde in Tschechien. Sie liegt 18 Kilometer nordwestlich des Stadtzentrums von Hradec Králové und gehört zum Okres Jičín.

## Geographie

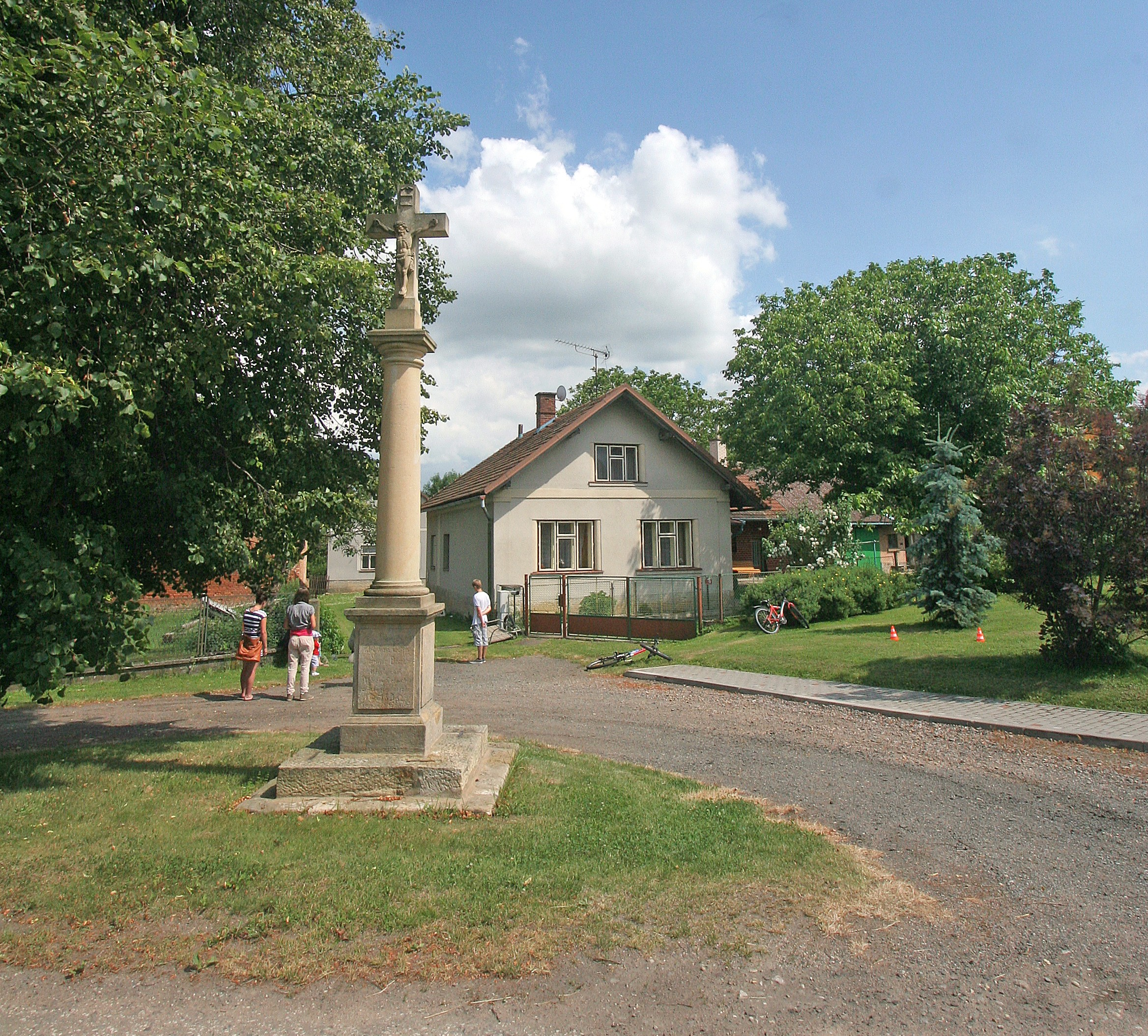
Rašín, Dorfplatz

Rašín befindet sich rechtsseitig der Bystřice im Nordböhmischen Tafelland. Südlich des Dorfes entspringt der Bach Rašínský potok. Im Nordosten führt die Eisenbahnstrecke zwischen Hradec Králové und Jičín vorbei, an der in Jeřice der nächste Bahnhalt ist.
Nachbarorte sind Jeřice im Norden, Třebovětice im Osten, Dolní Černůtky und Horní Černůtky im Südosten, Dub im Süden, Klenice und Čeňov im Südwesten, Milovice u Hořic und Ostrov im Westen sowie Třebnouševes im Nordwesten.

## Geschichte
Rašín wurde 1143 erstmals urkundlich erwähnt. Der Ort war Stammsitz des Geschlechts der Raschin von Riesenburg.
Nach der Aufhebung der Patrimonialherrschaften bildete Rašín ab 1850 eine Gemeinde im Bezirk Hradec Králové. Während des Deutschen Krieges lag Rašín 1866 am Rande des Schlachtfeldes der Schlacht von Königgrätz. Ab 1900 gehörte die Gemeinde zum Bezirk Nová Paka, kam in den 1930er Jahren zum Okres Hořice und 1961 zum Okres Jičín. Rašín wurde am 1. Jänner 1975 nach Třebnouševes eingemeindet. Seit dem 24. November 1990 besteht die Gemeinde Rašín wieder.

## Gemeindegliederung
Für die Gemeinde Rašín sind keine Ortsteile ausgewiesen.

## Sehenswürdigkeiten
- Gedenkstein an Opfer der Schlacht von Königgrätz, am Dorfplatz
- Naturdenkmal Kazatelna; der Eichenwald südwestlich des Dorfes wurde wegen seines Bestandes an seltenen Wildblumen geschützt
- Linde am Dorfplatz, Baumdenkmal